# Joseph Peyré
Joseph Peyre (n. 13 martie 1892, Aydie, Aquitaine, Franța – d. 26 decembrie 1968, Cannes, Provence-Côte d'Azur-Corse⁠(d), Franța) a fost un scriitor francez care a câștigat Premiul Goncourt în 1935 pentru romanul Sang et Lumières.

## Opera
- Sur la terrasse, 1922
- Francis Carco, 1923
- Les Complices, 1928
- Xénia, préface by Joseph Kessel, 1930
- L'Escadron blanc, 1931
- Le Chef à l'étoile d'argent, 1933
- Sous l'étendard vert, 1934
- Coups durs, 1935
- Sang et Lumières, 1935
- L'Homme de choc, 1936
- Roc-Gibraltar, 1937
- De cape et d'épée, 1938
- Matterhorn, 1939
- Croix du sud, 1942
- Mont Everest, 1942
- Proie des ombres, 1943
- Romanesque Tanger, 1943
- Sahara éternel, 1944
- Un soldat chez les hommes, 1946
- Mallory et son dieu, 1947
- La Tour de l'or, 1947
- L'Étang Réal, 1949
- La Légende du goumier Saïd, 1950
- Inoa, 1951
- De mon Béarn à la mer basque, 1952
- Guadalquivir, 1952
- Jean le Basque, 1953
- La Passion selon Séville..., 1953
- Le Puits et la Maison , 1955
- Les Quatre Capitaines, 1956
- De sable et d'or, 1957
- Une fille de Saragosse, 1957
- Pays basque, Les Albums des Guides bleus, 1957
- Souvenirs d'un enfant, 1958
- Le Pont des sorts, 1959
- Le Pré aux ours, 1959
- Cheval piaffant - un Basque chez les Sioux, 1960
- Le Plan du soleil, 1960
- Les Lanciers de Jerez, 1961
- Les Remparts de Cadix, 1962
- L'Alcade de San Juan, 1963
- Feu et sang de juillet, 1964